# Vrednotenje zdravstvenih tehnologij
Vrednôtenje zdrávstvenih tehnologíj (VZT, angl. HTA, health technology assessment) pomeni postopek, ki sistematično, pregledno in nepristransko združuje informacije o medicinskih, socialnih, ekonomskih in etičnih vprašanjih v zvezi z uporabo zdravstvene tehnologije.  V prvi vrsti je VZT namenjeno ocenjevanju relativne učinkovitosti zdravil, medicinskih pripomočkov in drugih zdravstvenih tehnologij. Z uporabo znanstvenih pristopov se ovrednoti dodan vrednost določenega z zdravjem povezanega izdelka ali storitve v primerjavi s standardnim ali drugim primerjalnim pristopom k obravnavi istega zdravstvenega problema. Rezultati oziroma izidi VZT služijo kot osnova za nadaljnje ekonomske ocene izdelka ali storitve ter podpirajo nadaljnje odločitve glede cen in financiranja izdelkov in storitev iz javnih sredstev.

## VZT v Sloveniji in EU
Leta 2004 sta Evropska komisija in Svet ministrov določila vrednotenje zdravstvenih tehnologij kot politično prioriteto, s tem prepoznala potrebo po ustanovitvi vzdržne evropske mreže za vrednotenje zdravstvenih tehnologij. Na ravni Evropske unije je bil ustanovljen projekt EUnetHTA, v katerem sodeluje tudi Slovenija, in sicer so v projekt vključeni naslednje slovenske ustanove: Javna agencija za zdravila in medicinske pripomočke, Nacionalni inštitut za javno zdravje in Ministrstvo  za zdravje. V Republiki Sloveniji se VZT trenutno še ne izvaja v posebni ustanovi.
Veliko evropskih držav ima javne agencije za VZT. Te ustanove združuje sistematičen in pregleden proces za povzemanje informacij medicinskega, sociološkega in ekonomskega značaja o uvajanju ter razširjanju novih
zdravstvenih tehnologij. Vloge javnih agencij za VZT se med državami razlikujejo. Na primer angleški Nacionalni inštitut za zdravje in klinično odličnost (NICE) pripravlja obvezne smernice za vlado oziroma Nacionalno zdravstveno službo ter s tem odloča o uvajanju novih in ohranjanju obstoječih zdravstvenih tehnologij, drugod pa je upoštevanje priporočil VZT prostovoljno.